# We Were Here (Turin Brakes)
We Were Here è il sesto album discografico dei Turin Brakes; prodotto da Ali Staton, è stato pubblicato nel 2013.

## Tracce
Tutte le canzoni sono state scritte da Knights, Paridjanian, Allum e Myer.
1. Time and Money
2. We Were Here
3. Dear Dad
4. Blindsided Again
5. Part of the World
6. Stop the World
7. Guess You Heard
8. No Mercy
9. Sleeper
10. Inbetween
11. Erase Everything
12. Goodbye